# Mouvement ouvrier chrétien
Né en réaction aux profondes inégalités sociales de l’ère industrielle, le Mouvement Ouvrier Chrétien en Belgique s’est progressivement imposé, tout au long du XXe siècle, comme une force de progrès social, inspirée par les valeurs chrétiennes de dignité humaine, de solidarité et de justice sociale.
Fondé en 1945, le Mouvement Ouvrier Chrétien (MOC) s’inscrit au cœur du pilier chrétien de la société belge. Organisé selon un modèle pyramidal, il fédère diverses organisations partageant un même engagement en faveur des travailleurs, de la solidarité sociale et de l'éducation permanente.
Au fil des décennies, le MOC est devenu l’un des principaux moteurs d’émancipation du pays, jouant un rôle majeur dans la défense des droits des travailleurs. Depuis 1970, il est fédéralisé, tout comme son homologue flamand, beweging.net (connu jusqu’en juin 2014 sous le nom d’Algemeen Christelijk Werkersverbond, ou ACW).

## Contexte historique
La classe ouvrière belge émerge au début du XIXᵉ siècle, portée par l'industrialisation rapide du pays. Majoritairement composée de travailleurs non qualifiés, issus des campagnes ou des quartiers populaires, elle se regroupe autour des usines. Les conditions de vie y sont précaires : logements insalubres, salaires dérisoires, absence de protection sociale, sans moyens pour défendre ses droits.

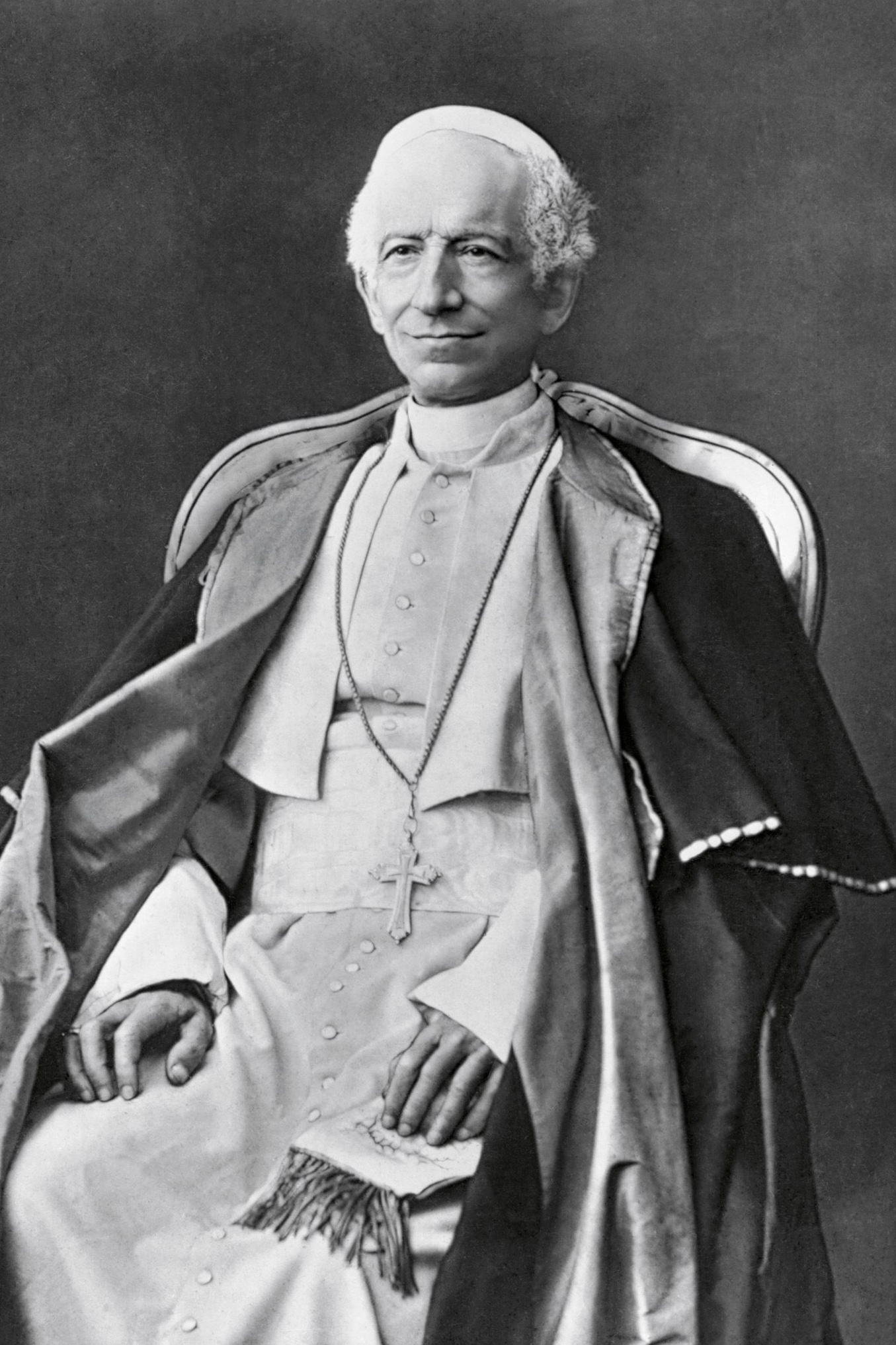
Vincenzo Gioacchino Pecci, évêque de Rome et pape de l'église catholique, gouverne sous le nom de Léon XIII de 1878 à 1903.

Face à des conditions de travail difficiles, à l’analphabétisme et au mépris social généralisé, les ouvriers prennent progressivement conscience de leurs intérêts communs, nourrissant un sentiment de solidarité essentiel à la formation des premières organisations ouvrières et à l’apparition des mouvements de contestation face à la classe capitaliste.
En réaction à l'influence croissante des mouvements socialistes, l'Église catholique propose une alternative fondée sur les principes chrétiens. En 1891, le pape Léon XIII publie l’encyclique Rerum Novarum, véritable charte pionnière du travail pour le monde catholique qui insiste sur l’importance d’améliorer les conditions des travailleurs. Léon XIII y affirme les droits et devoirs de chaque classe sociale et encourage la création d’associations pour favoriser une collaboration harmonieuse, posant ainsi les bases d'un mouvement ouvrier chrétien structuré.
Après la Première Guerre mondiale, les revendications ouvrières se multiplient et le mouvement flamand gagne en influence, fragilisant la bourgeoisie catholique. Dans ce contexte, la Ligue Nationale des Travailleurs Chrétiens (LNTC), fondée en 1921, prend son essor en se distanciant de la Ligue démocratique belge, fondée sous l’impulsion de Helleputte, professeur à l’Université de Louvain, mais jugée trop conservatrice et trop éloignée des préoccupations des travailleurs. La LNTC cherche à structurer l’engagement social des catholiques dans le monde ouvrier, offrant ainsi aux travailleurs une alternative chrétienne aux mouvements socialistes, tout en se dissociant de l’orientation conservatrice de la bourgeoisie catholique. Sous l’impulsion du Père Rutten, figure du catholicisme social, la LNTC se réorganise,, bien que des tensions internes apparaissent rapidement entre militants réformistes et partisans d'un lien plus étroit avec les milieux traditionnels.

## Naissance du Mouvement Ouvrier Chrétien
Le Mouvement Ouvrier Chrétien voit officiellement le jour en 1945, sous la présidence de Léon Segers, dans un contexte de réajustement idéologique et de mobilisation sociale. Né du travail de structuration amorcé avec la LNTC, le MOC a pour vocation de rassembler et d’unifier les forces chrétiennes engagées en faveur des travailleurs, tout en s’affranchissant des tutelles politiques, affirmant ainsi son indépendance vis-à-vis des partis. Le MOC et l'ACW travaillent de pair afin de garantir la coordination d’un mouvement ouvrier chrétien national jusqu’en 1966.
Dès sa création, le MOC se distingue par son engagement en faveur d’une société plus juste et démocratique. Il mène des actions concrètes de solidarité, de formation et de mobilisation pour améliorer les conditions de vie et de travail des ouvriers, tout en restant fidèle aux valeurs chrétiennes de dignité et d’équité.

## Structure

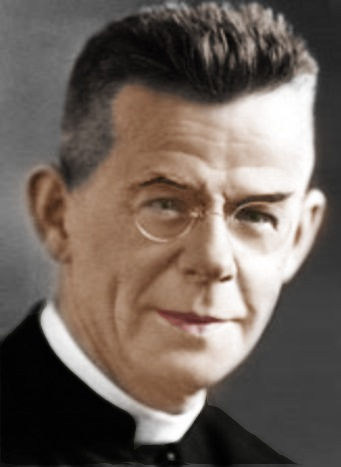
Joseph Cardijn, prélat séculier belge de l'Église catholique. Fondateur de la Jeunesse Ouvrière Chrétienne (JOC) en 1925. L'un des principaux acteurs de l'engagement social de l'église catholique au milieu du XXe siècle.

Le Mouvement Ouvrier Chrétien est une structure fédérative active en Wallonie, à Bruxelles et dans la communauté germanophone. Il réunit plusieurs organisations sociales issues du mouvement ouvrier et du monde chrétien. Sa structure est principalement fondée sur les statuts de 1949.  Il regroupe notamment :
- La Confédération des Syndicats Chrétiens (CSC)
- L’Alliance Nationale des Mutualités Chrétiennes (ANMC)
- Vie Féminine (VF)
- Les Équipes Populaires (EP)
- La Jeunesse Ouvrière Chrétienne (JOC et JOCF)
- L’ensemble des organisations coopératives du MOC (Groupe ARCO)
- Les fédérations régionales du MOC, composées elles-mêmes sur le modèle du MOC National[16].

Parmi les différentes organisations réunies au sein du MOC, la Confédération des Syndicats Chrétiens (CSC) représente la branche syndicale, tandis que l’Alliance Nationale des Mutualités Chrétiennes (ANMC) la branche mutualiste du mouvement. Vie Féminine (VF) se consacre à l’émancipation des femmes, tandis que les Équipes Populaires (EP) sont actives dans le domaine de l'éducation permanente. La Jeunesse Ouvrière Chrétienne (JOC et JOCF) se distingue par son action spécifique en faveur des jeunes issus de milieux populaires. Elle émerge dans les années 1920, en réponse à la précarité économique et à la détresse des jeunes travailleurs qui, sans préparation adéquate, étaient plongés dans le monde professionnel et souvent traités comme de simples outils au service de l’économie. Ce nouveau courant est alors considéré comme un réservoir dans lequel les organisations ouvrières chrétiennes peuvent puiser pour assurer le renouvellement de leurs effectifs. 
Sous l'impulsion de l’aumônier Joseph Cardijn, la JOC connaît un fort essor de la fin des années 1920 à la Seconde Guerre mondiale. Elle s’impose, à partir de 1945 comme un pilier essentiel du MOC en intégrant les jeunes travailleurs dans un projet de transformation sociale inspiré par les valeurs chrétiennes.

## Idéologie
Le Mouvement Ouvrier Chrétien, s'appuyant sur les principes de l’enseignement social de l’Église catholique, défend des valeurs telles que la justice sociale, la solidarité, l’émancipation des travailleurs et affirme son autonomie vis-à-vis des partis politiques et des influences externes. Son message repose sur l’ouverture, le pluralisme et la participation citoyenne.
Sa mission principale est de défendre les droits et les intérêts des travailleurs dans toutes leurs dimensions : économiques, sociales, culturelles et politiques. Le MOC œuvre notamment en faveur:
- de meilleures conditions de travail
- de l’égalité entre les sexes
- de la justice sociale
- du renforcement de la démocratie

En tant qu’acteur central de l’éducation populaire, le MOC a largement contribué à la démocratisation de l’enseignement en Belgique, en formant des générations de militants et de citoyens engagés. Il encourage l’implication des travailleurs dans la vie publique et les luttes pour une transformation sociale équitable. Sur le plan structurel et politique, le MOC a joué un rôle déterminant dans la mise en place de la concertation sociale et dans la création du système de sécurité sociale belge. Aujourd’hui encore, le MOC se définit comme un acteur de progrès, enraciné dans les valeurs chrétiennes, la solidarité et l’engagement quotidien aux côtés des travailleurs.

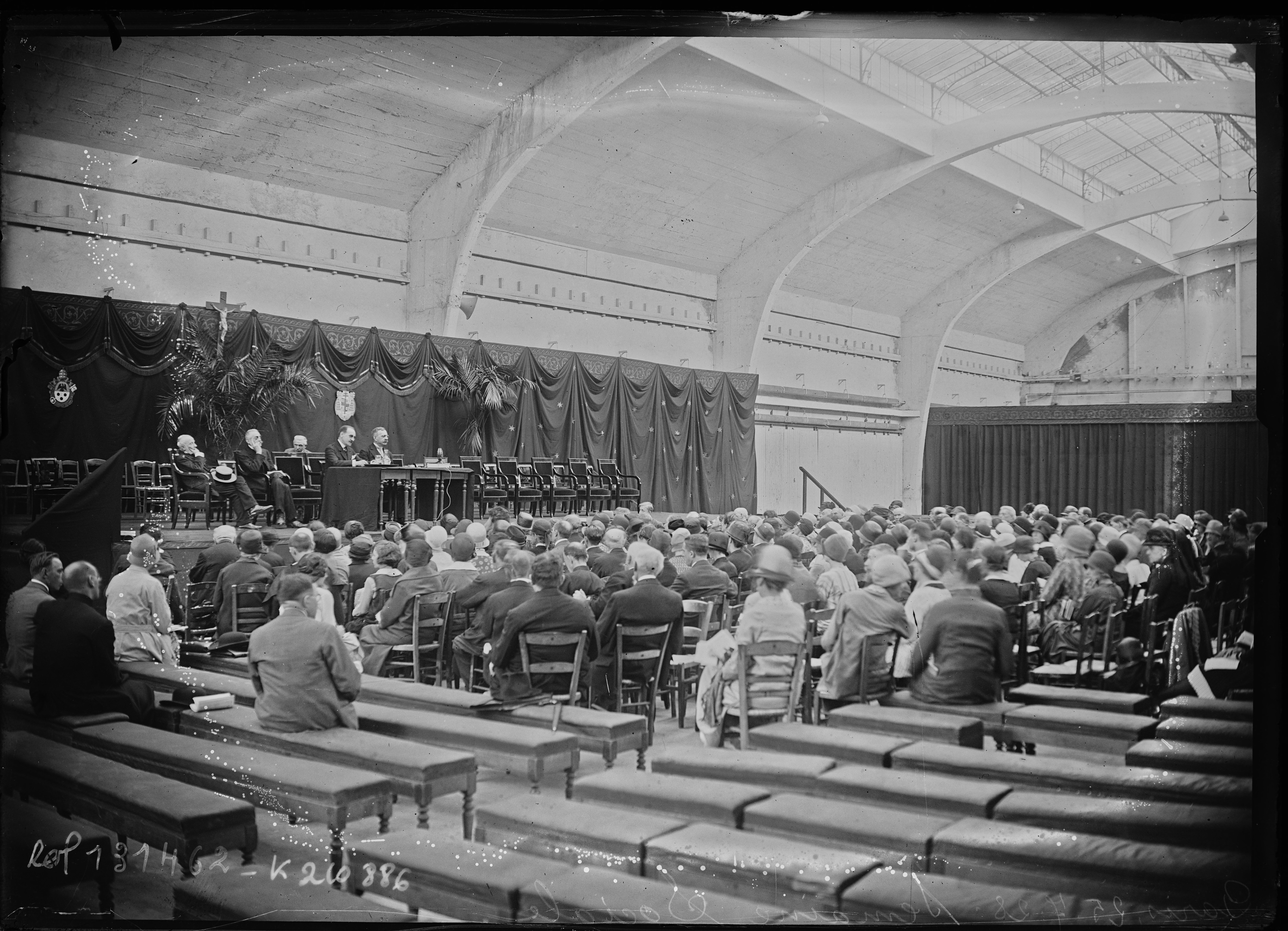
Semaine Sociale de 1928.

## Évènements
L’encyclique Rerum Novarum constitue un tournant majeur pour le Mouvement Ouvrier Chrétien. En hommage à ce texte fondateur, le MOC a institué une journée symbolique, marquée par des cortèges, des discours et des moments festifs, pour affirmer son engagement en faveur des droits des travailleurs. Parallèlement, le MOC a mis en place plusieurs services généraux pour promouvoir ses valeurs, renforcer sa visibilité et se servir occasionnellement d’outils de promotion. Parmi eux, le service d’étude joue un rôle clé en organisant les Semaines sociales, lancées en 1908. Initialement appelées Semaines syndicales chrétiennes, elles avaient pour objectif de former les militants ouvriers à la doctrine sociale de l’Église et de réfléchir collectivement à un avenir plus juste et solidaire. En 1928, elles élargissent leur champ de réflexion et deviennent les Semaines sociales, accueillant désormais un public plus diversifié, incluant séminaristes, jeunes et femmes, dans un esprit de partage convivial et de débat.
En 2022, le MOC a célébré la centième édition des Semaines sociales, marquant un siècle d’engagement sous le thème : “Le MOC a 100 ans. Et après ? Redécouvrir · Questionner · Réinventer”, un temps fort pour réaffirmer ses valeurs et repenser son avenir.

## Le Mouvement Ouvrier Chrétien à travers le temps
Depuis sa fondation, le Mouvement Ouvrier Chrétien a connu de profondes transformations, tout en restant fidèle à ses deux piliers fondamentaux qui sont le syndicat et la mutualité ainsi qu’à son engagement fondamental : défendre les droits des travailleurs et promouvoir la justice sociale. Dans l’immédiat après-guerre, le développement de la sécurité sociale et de l’économie de concertation profite largement au MOC et à ses organisations affiliées. Le mouvement tire pleinement parti de la mise en place des nouvelles structures socio-économiques et voit son influence croître de manière significative durant les années 1950. Grâce à cette dynamique, le MOC parvient à s’imposer dans les années 1960 comme une puissance sociopolitique majeure.
À partir des années 1970, dans un contexte de sécularisation et de mutation sociale, le MOC élargit ses champs d’action : éducation populaire, émancipation féminine (Vie Féminine), jeunesse ouvrière (JOC). En réponse aux crises industrielles et à la précarisation de l’emploi, il a lancé des initiatives d’économie sociale et des programmes de réinsertion professionnelle.
Aujourd'hui, le MOC poursuit son engagement pour une société plus juste et solidaire, en répondant aux nouveaux défis sociaux, économiques et environnementaux. Il reste un acteur clé dans la défense des droits sociaux et dans l’approfondissement de la démocratie économique et sociale.